# Конотопська центральна районна лікарня
Конотопська центральна районна лікарня — центральна районна лікарня міста Конотоп, Сумська область.

## Історія Конотопської ЦРЛ
Перший спеціалізований лікувальний заклад в Конотопі працював з середини 50-тих років 19-го століття. Засновником її вважається колежський асесор Микола Констянтинович Таравінов.
У 1867 році Конотопська лікарня була передана Конотопському земству. 
26 вересня 1867 року Конотопське повітове земство ухвалило рішення про будівництво Конотопської повітової земської лікарні на кошти, що були залишені у спадок, відомим меценатом Максимом Йосиповичем Парпурою.
11 жовтня 2013 року лікарні було надано ім'я видатного хірурга Михайла Івановича Давидова.